# Tatra K2
Tatra K2 је дводелни трамвај, који се производио од 1967. до 1983. године (прототипи 1966. године) у фабрици ЧКД. Трамвај је одвојен од типа Tatra T3 због тога што има два дела. Произведено је 569 трамваја за чехословачке јавне превознике, али и за иностранство (Босна и Херцеговина и Совјетски Савез).

## Историја
Класични трамваји који се темеље на концепцији PCC нису могли заменити старе двоосовинске трамваје у композицији, ЧКД је почео развијати трамваје већег капацитета, те је 1964. године настао тип Tatra K1. Но проблем је био у електропнеуматској опреми. Зато су развијени 2 прототипа трамваја Tatra K2 са диодном опремом. Производња трамваја се одвијала до 1983. године. Наследник трамваја K2 је требало да буде тип Tatra KT6, но развој трамваја је био обустављен.

## Конструкција
Tatra K2 је једносмерни шестероосовински зглобни трамвај. По механизму је трамвај сличан типу Tatra K1. Постоља имају три врсте кочница: електромагнетне, чељусне и шинске. Зглобни спој трамваја се налази на средњем постољу. Наспрам трамваја Tatra T3, средње постоље је изведено да прати зглобни спој. Трамваји имају заобљена чела (поједине модернизације укључују нова чела). Чела трамваја су произведена од ламината. Дизајнер чела је Франтишек Кардаус.
Под је висок 900 мм над колосеком. Под је водоотпоран и направљен је од гуме. Прозори су на ивицама прекривени гумом. Горњи део прозора се може отворити, а за додатну вентилацију служе кровни прозори. Ентеријер трамваја се освјетљава помоћу флуоресцентне цеви, грејачи су постављени на ивицама трамваја. Столице од ламината (у првим серијама кожне) су распоређене системом 2+1. На предњем делу возила се налази управљачница, а управља се педалама за вожњу и кочење. У сваком делу се налазе двоја четверокрилна врата контролисана од стране возача.
Производили су се трамваји K2 за Чехословачку, K2YU за Југославију и K2SU за Совјетски Савез, а разлике су неприметне.

## Реконструкције и модернизације
Прва већа модернизација је одрађена у Брну, како би се смањило коришћење електричне енергије. При таквим "малим модернизацијама" су мотори спојени серијски, а када се постигне већа брзина би се требало спојити на паралелно спајање. Такви трамваји су добили тип K2MM, а модернизовано их је било 67. Но због проблема са таквом модернизацијом, трамваји су враћени у оригинално стање.
| Тип            | Измене при модернизацијама                                                    | Године модернизације | Градови             |
| -------------- | ----------------------------------------------------------------------------- | -------------------- | ------------------- |
| Tatra K2G      | Електрична опрема TV8 (тиристорска)                                           | 1995.-2005.          | Острава, Братислава |
| Tatra K2R      | Нови дизајн, електрична опрема TV8 (тиристорска)                              | 1995.-1998.          | Брно                |
| Tatra K2R-03   | Нови дизајн, електрична опрема TV8 (тиристорска)                              | 1997.-1999.          | Брно                |
| Tatra K2S      | Нови дизајн, електрична опрема ТV14 или ТV Progress (IGBT)                    | 1998.-2009.          | Братислава          |
| Satra II       | Нови дизајн, електрична опрема ТV14 (прототип) и Siemens (IGBT)               | Од 1998.             | Сарајево            |
| Tatra K2T      | Електрична опрема ТV14 (IGBT)                                                 | 1999.-2000.          | Брно                |
| Tatra K2R.03-P | Нови дизајн, електрична опрема TV Progress (IGBT)                             | 2000.-2002.          | Брно                |
| Tatra K2P      | Електрична опрема TV Progress (IGBT)                                          | 2000.-2005.          | Брно, Острава       |
| Tatra K3R-N    | Нови дизајн, електрична опрема TV Progress (IGBT), нови средњи нископодни дио | 2002.-2004.          | Брно                |
| Satra III      | Нови дизајн, електрична опрема Siemens, нови средњи нископодни дио            | Од 2004.             | Сарајево            |

### Нови трамваји
Нови трамваји као модернизације трамваја K2 су се производили од 2000. година. Трамваји се воде као реконструкције, но користе се неки делови са старих трамваја (нпр. постоља).
| Тип          | Измене при производњи                                                         | Године производње | Градови    |
| ------------ | ----------------------------------------------------------------------------- | ----------------- | ---------- |
| Tatra K3R-N  | Нови дизајн, електрична опрема TV Progress (IGBT), нови средњи нископодни дио | 2006.             | Брно       |
| Tatra K2S    | Нови дизајн, електрична опрема TV Progress (IGBT)                             | 2007.-2009.       | Братислава |
| Vario LF2R.E | Нови дизајн, електрична опрема TV Europulse, делимично нископодни трамвај     | Од 2008.          | Брно       |
| Vario LF2R.S | Нови дизајн, електрична опрема Шкода, делимично нископодни трамвај            | 2013.-2014.       | Острава    |

## Продаја трамваја
Од 1966. до 1983. је продато 569 трамваја.
| Држава              | Град           | Тип  | Године продаје | Продато трамваја | Гаражни бројеви по продаји | Извори |
| ------------------- | -------------- | ---- | -------------- | ---------------- | -------------------------- | ------ |
| Босна и Херцеговина | Сарајево       | K2YU | 1973.-1983.    | 90               | 201-290                    | [ 8 ]  |
| Чешка               | Брно           | K2   | 1967.-1983.    | 120              | 601-607, 1008-1117         | [ 9 ]  |
| Чешка               | Брно           | K2YU | 1983.          | 15               | 1118-1132                  | [ 10 ] |
| Чешка               | Острава        | K2   | 1967.-1969.    | 8                | 802-809                    | [ 11 ] |
| Чешка               | Острава        | K2YU | 1983.          | 2                | 810-811                    | [ 11 ] |
| Русија              | Јекатеринбург  | K2SU | 1967.-1969.    | 20               | 801-820                    | [ 12 ] |
| Русија              | Москва         | K2SU | 1967.-1970.    | 60               | 151-211                    | [ 13 ] |
| Русија              | Новосибирск    | K2SU | 1967.-1969.    | 36               | 121-156                    | [ 14 ] |
| Русија              | Ростов на Дону | K2SU | 1968.          | 5                | 1001-1005                  | [ 15 ] |
| Русија              | Самара         | K2SU | 1967.-1969.    | 30               | 1001-1030                  | [ 16 ] |
| Русија              | Тула           | K2SU | 1969.-1970.    | 19               | 401-419                    | [ 17 ] |
| Русија              | Уфа            | K2SU | 1968.-1969.    | 35               |                            | [ 14 ] |
| Словачка            | Братислава     | K2   | 1969.-1977.    | 86               | 309-394                    | [ 5 ]  |
| Словачка            | Братислава     | K2YU | 1983.          | 3                | 7085-7087                  | [ 5 ]  |
| Украјина            | Харков         | K2SU | 1968.-1969.    | 40               | 1901-1940                  | [ 18 ] |